# Погребальный конус

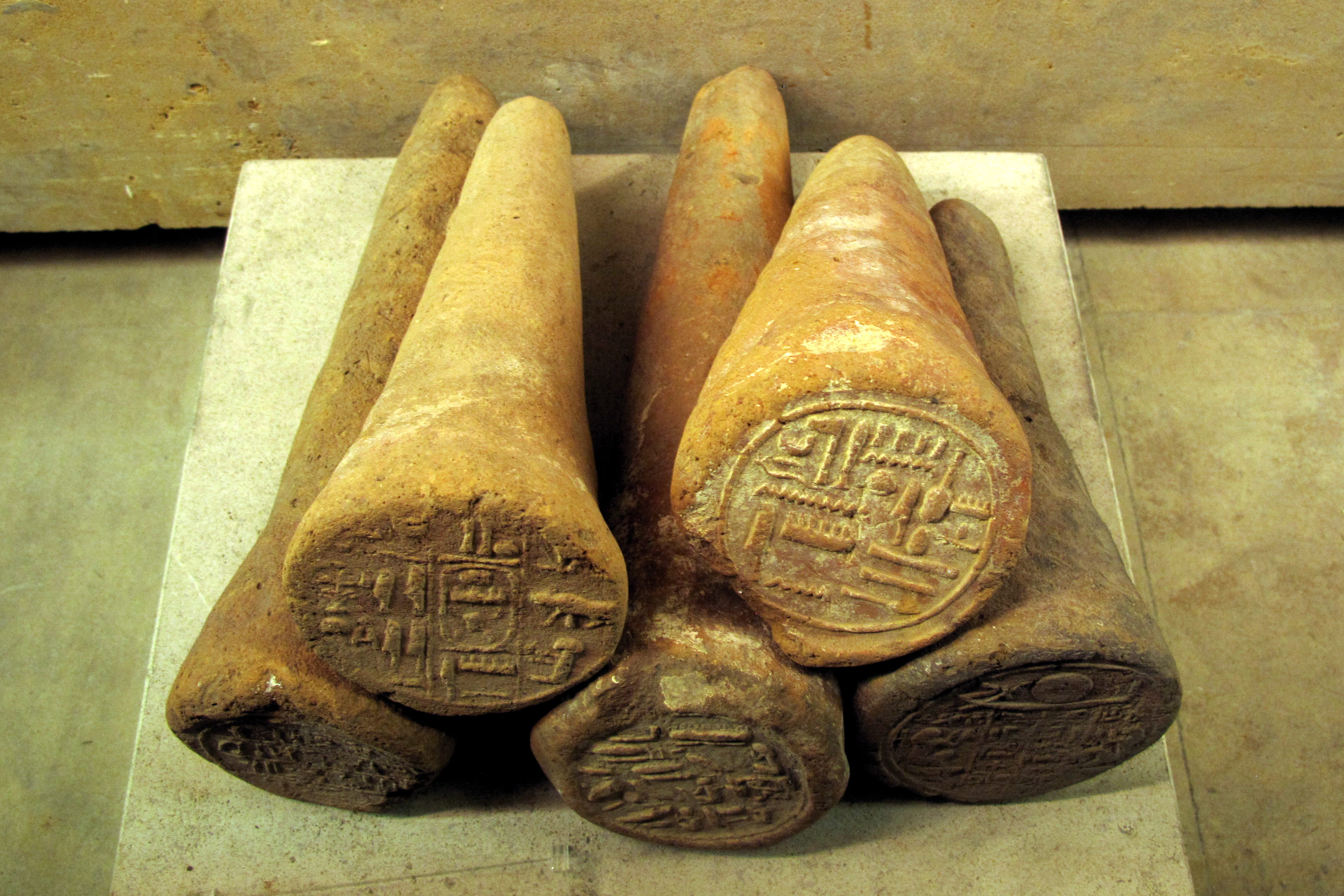
Конусы Нового царства.

Погребальный конус — конусы из необожжённой глины с именем усопшего. Такие конусы находили в гробницах Фиванского некрополя, преимущественно в районе современных деревень Асасиф и Курна. Конусы были в употреблении при XI — XXVI династиях.

## Описание

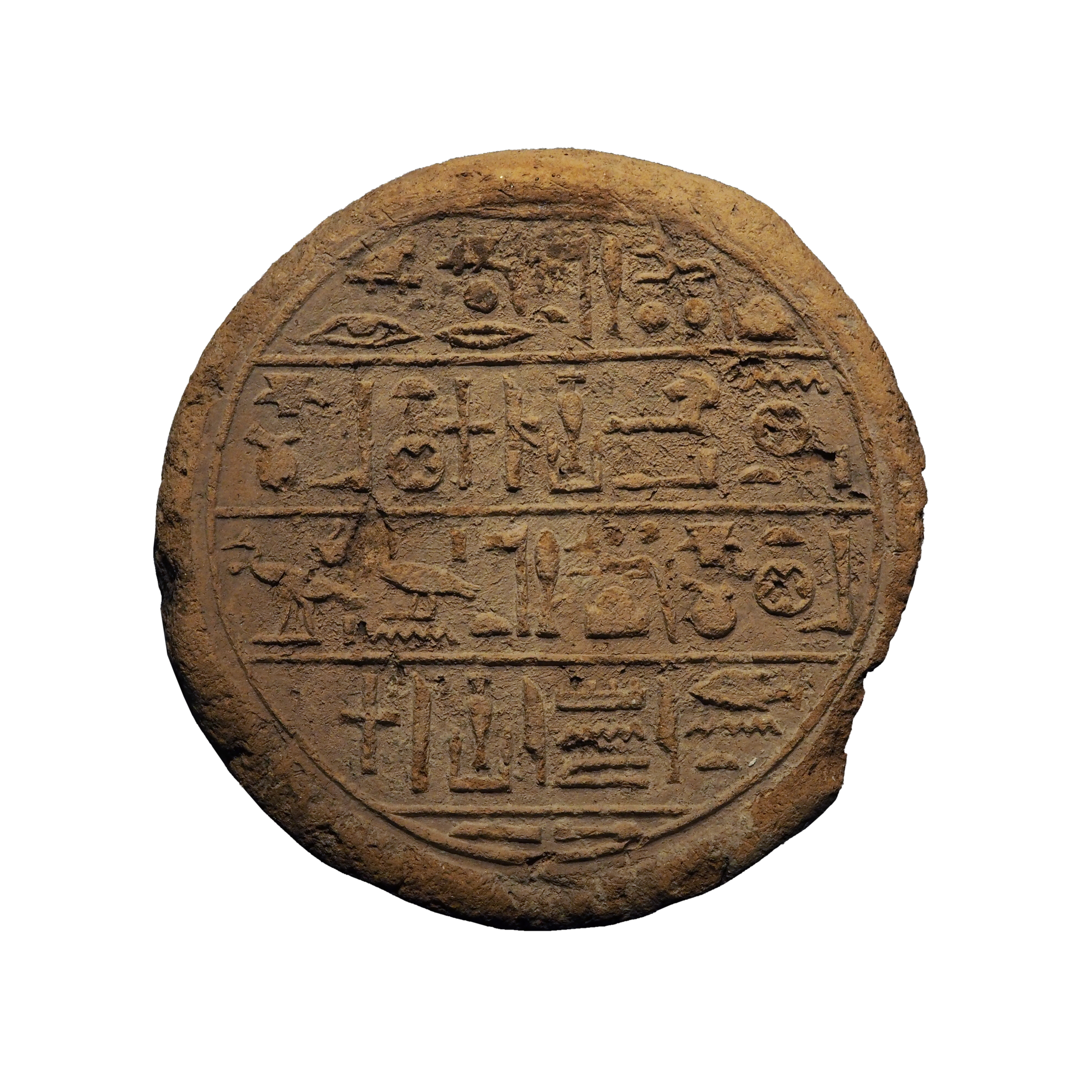
Конус из Басы, жреца и мэра Фив, XXVI династия.

Размером погребальные конусы различны, но чаще всего имеют 10 дюймов (25,4 см) в высоту и 3 (7,62 см) в диаметре. Плоское основание украшено надписями с именем и титулом хозяина гробницы. Эти надписи, очевидно, наносились в технике клише или оттисков. Надписанные основания покрывались голубой, белой или красной краской.

## Назначение
Назначение конусов неизвестно. Одни учёные связывают их с солярным символом, другие — с архитектурой (деревянные балки в доме). Возможно, конусы клали родственники в знак почтения умершего, как в некоторых культурах оставляют камни. В Египте встречаются целые курганы из камней, но в Фивах на какой-то момент их заменили конусами.
По мнению доктора Бирча, в этих конусах следует видеть модели хлеба или печенья, помещаемые в гробницу. Маловероятно, что эти конусы служили печатями, поскольку иногда они плоские и имеют форму треугольника с несколькими копиями одной и той же надписи.